# 1400 Smith Street
1400 Smith Street – небоскреб (211 м), расположенный в центре Хьюстона, штат Техас, США. Здание имеет 50 этажей и является 12-м самым высоким зданием в городе. Проектировала здание архитектурная фирма Lloyd Jones Brewer and Associates, строительство было завершено в 1983 году. Офисное здание площадью 110 000 квадратных метров расположено на 10-километровой системе пешеходных тоннелей, которые связывают многие из башен в центре города. Ранее здание называлось Four Allen Center, и было частью комплекса Allen Center.
Здание было штаб-квартирой Enron, одной из крупнейших компаний Америки по торговле сырьевыми товарами в 1990-х, а затем печально известной своим финансовым скандалом в 2001 году. 1400 Smith Street был первоначально известен как Four Allen Center до переезда Enron в Хьюстон в 1985 году. До распада компании Enron, энергетический гигант построил второе аналогичное здание через улицу, соединенное с 1400 Smith Street круговым мостиком.
В 2006 Brookfield Properties приобрели 110 000 квадратных метров Four Allen Center за 120 миллионов долларов. В то же время Brookfield объявили, что Chevron USA подписали договор аренды на все здание. Brookfield владели Four Allen Center в рамках совместного партнерства с частной группой Blackstone Group. В 2006 году совместное предприятие насчитывало 690 000 квадратных метров офисных помещений в центре города Хьюстон, что делало его крупнейшим владельцем офисной площади в центральном деловом районе.
Начиная с 2006 года, Chevron арендовали здание полностью. В 2011 Brookfield Properties, владельцы здания, искали потенциального покупателя. В июне 2011 года Chevron купили здание у Brookfield за 340 миллионов долларов. Brookfield подтвердили покупку 24 июня 2011 года. Если бы Chevron не полностью использовали здание, Brookfield выставили бы его на продажу, и Holliday Fowler Fenoglio LP получили бы возможность выкупа этой недвижимости.